# Emanacionismo

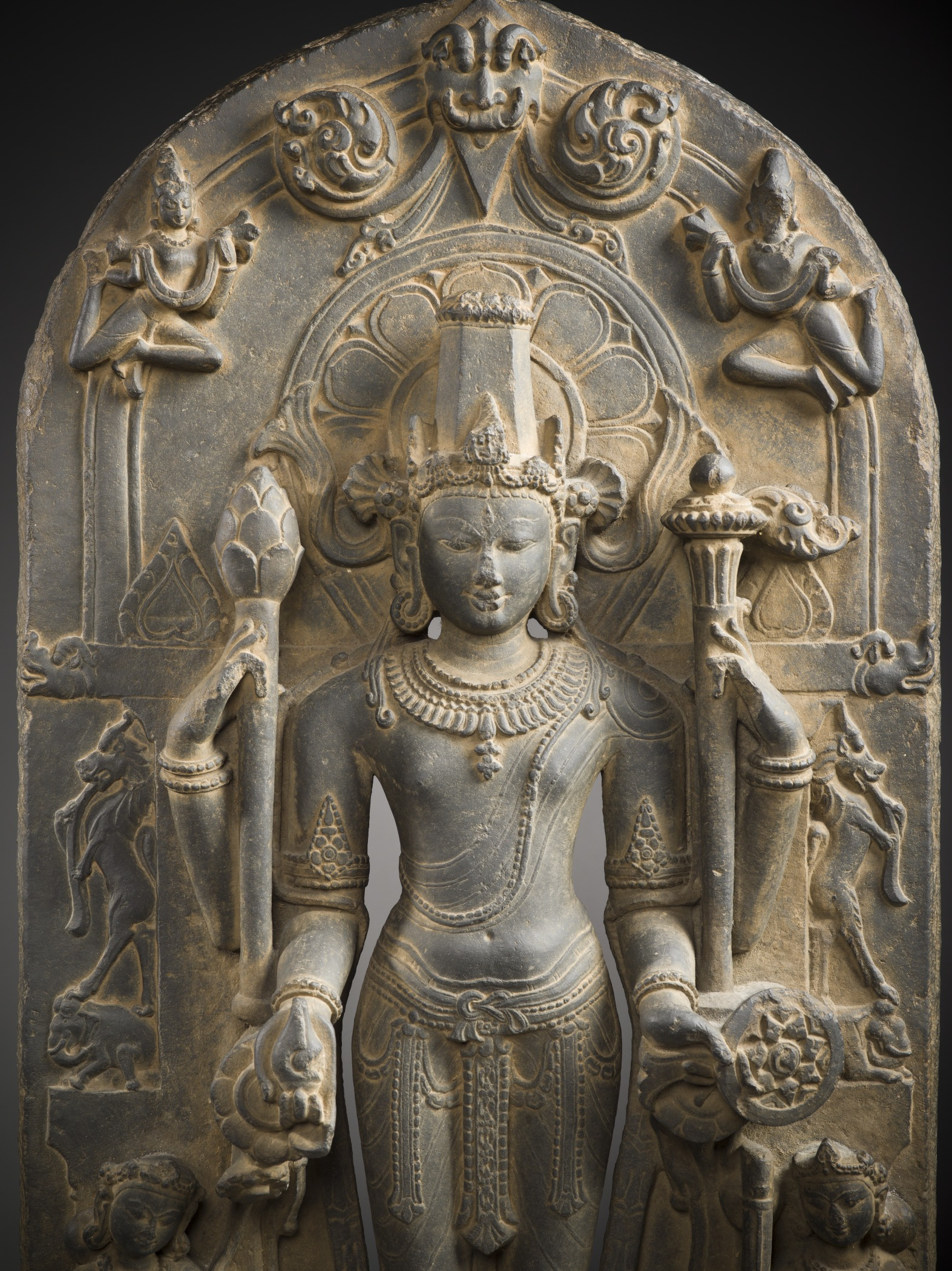
O deus hindu Vishnu, cuja emanação produziu seu avatar Narayana.

O emanacionismo ou emanatismo, ou doutrina da emanação, é um conceito filosófico segundo o qual tudo no mundo, incluindo almas humanas e a mente, surge, emana (de acordo com a etimologia latina emanare), de um princípio ou de uma realidade primária, "O Um" ou Absoluto, de uma maneira intermediária ou não. O Dicionário de Conceitos Filosóficos define a emanação em questão como um "processo segundo o qual os seres múltiplos procedem do 'Um' primeiro". Émile Bréhier, historiador da filosofia, prefere usar o termo processão ao de emanação para qualificar essa forma de geração.
O emanacionismo é uma ideia da cosmologia ou cosmogonia e, em diferentes formas, caracteriza certos sistemas religiosos cosmológicos ou cosmogônicos, como os do neoplatonismo, cabalá, sufismo, gnosticismo, ou sistemas filosóficos como os de Fichte, Schelling, Bergson e Teilhard de Chardin. As visões dos místicos alemães, Mestre Eckhart e Jakob Böhme podem ser anexadas a ele.
Emanar significa "fluir de" e, neste contexto, é o modo pelo qual todas as coisas derivam de uma Realidade Inicial ou Princípio. Todas as coisas são derivadas deste Princípio (ou de um Deus perfeito) através de passos para degraus inferiores de existência (degradação) e à cada passo os seres emanados são menos puros, menos perfeitos, menos divinos. O emanacionismo propõe um princípio transcendente do qual tudo é derivado. No nível teológico, o emanatismo rejeita a ideia de criação a partir do nada: não é mais por um ato de criação nova de uma qualidade sem existência anterior que Deus produziu o mundo, mas tirando-o de sua própria substância inesgotável ou pelo transbordamento de suas próprias ideias. Todos os seres são, portanto, apenas um fluxo ou uma expansão da essência divina, que se expande e se desenvolve através de sucessivas emanações. O emanatismo se opõe, portanto, tanto ao materialismo (que postula que não existe uma natureza subjetiva ou ontológica por trás dos fenômenos, sendo imanente a divindade), quanto à ideia de criação ex nihilo, segundo a qual o mundo é obra de uma entidade divina totalmente separada do mundo e que não haveria substrato ou matéria prima anterior para os seres criados. O fato de que a existência de "coisas" possa resultar de uma emanação divina pode levar à conclusão de que há uma conexão de substância entre a natureza entre Deus e a criação. Esta tese leva a ver no emanatismo um dos fundamentos históricos do panteísmo e do panenteísmo.

### Origens remotas
Na história da filosofia, atribui-se como primeiro mestre e primeiro representante dessa doutrina Pitágoras, 580 a.C.. Com claras diferenças, a escola de Pitágoras é seguida pela de Proclo, inspirada no Egito e nos livros herméticos e, finalmente, em Plotino. Acompanhando essa doutrina, devemos levar em consideração outras grandes escolas filosóficas-religiosas relacionadas, como o maniqueísmo, o gnosticismo e o hermetismo. Origens remotas para o conceito são apontadas na Índia antiga, com elementos presentes no hinduísmo; no Oriente Próximo, como por exemplo no zoroastrismo da Pérsia Antiga; e também uma origem africana, que é evidenciada pela filosofia egípcia, conforme apontam os acadêmicos contemporâneos Mubabinge Bilolo e Algis Uždavinys. A mitologia e filosofia grega teria sofrido essas influências e pode ter incorporado interpretações emanacionistas nas teogonias, por exemplo no orfismo, como apontava Damáscio. Isso influiu no desenvolvimento do platonismo, que propôs a teoria de manifestações a partir do Um e do mundo das Ideias (descrita principalmente na obra de Platão Parmênides), repercutindo na metafísica de Aristóteles, segundo a qual a pré-existência de uma atualidade eterna antes da potencialidade fundamentaria a geração dos seres atuais. A analogia do Sol e seus raios para a descrição da cadeia de seres serviu para figurar o conceito de emanação, e, posteriormente, o diálogo platônico Parmênides e as noções aristotélicas foram interpretados por Plotino e Proclo sob o sistema de emanações (em grego, aporrhoe - efluência; proodos - processão; ou eklampsis, iluminação) como escoamento do divino no universo através de hipóstases.

### Origens cristãs e patrísticas
Os pensadores cristãos muitas vezes desconfiavam do termo emanatio que, segundo eles, conotava mais uma criação panteísta do que uma criação do mundo ex nihilo. De fato, onde a criação implicava uma diferenciação da natureza entre Deus e o mundo criado, a noção de emanação parecia envolver, pelo contrário, uma não diferenciação tênue ou demasiado estreita entre Deus e o mundo. Desse modo, a criação seria apenas uma produção automática do universo, o que teria a consequência de aniquilar seu caráter livre e desejado. O filósofo e teólogo João Escoto Erígena do século IX é considerado um dos representantes mais eminentes do "neoplatonismo cristão" e um dos primeiros que escreveu intensamente sobre o influxo da criação divina em suas obras. Deve-se posteriormente a Alberto, o Grande (por volta de 1200-1280) a abordagem do tema da emanação através da noção de fluxus "que literalmente significa em seu sentido primário o escoamento, a efusão de uma matéria líquida e, por derivação, mais conceitual, o sentido de uma processão que emana de um Princípio".
Para evitar a armadilha do panteísmo e, em particular, a mistura do primeiro Princípio com as realidades que dele dependem, o fluxo como emanação passa a ser definido como "uma força de comunicabilidade absolutamente simples decorrente do Primeiro Princípio".
A incorporação no corpus aristotélico de dois textos platônicos, a Teologia de Aristóteles (de fato uma compilação das Enéadas IV, V, VI, VII de Plotino) - e o Livro das Causas (com este livro, foi necessário partir da ascensão indutivo dos silogismos tradicionais aos efeitos ontológicos de ascensão criados para uma causa criativa: a Primeira Causa), levará a uma modificação do conhecimento, que se tornará não apenas a busca pelas causas daquilo que se afirma, mas também a Causa de tudo o que é. O que está posto em jogo, para os mestres escolásticos, será não apenas entender a Primeira causa e seus efeitos em ambos os lados, mas também o "movimento" criativo que começa da Primeira causa até os efeitos.

### No oriente médio
A obra de Averróis, um muçulmano andaluz de língua árabe do século XII, nascido em Córdoba, cuja influência foi tão importante no Ocidente cristão, a ponto de criar uma grande corrente no pensamento da Idade Média que se espalhou sob o nome de averroísmo latino, passa quase despercebido no Oriente e que o filósofo redescobre Henry Corbin. O pensamento de Averróis é um aristotelismo misturado de elementos neoplatônicos. Ele professa um criacionismo que ele tira do Alcorão e empresta a Aristóteles. Para Averróis, a criação é "necessária e eterna", como o mundo que dela procede, o que é contraditório com o Corão e está próximo do emanatismo dos neoplatonistas.

#### Os platonistas da Pérsia
Segundo Henry Corbin, "O Irã islâmico tem sido, por excelência, a pátria dos maiores filósofos e místicos do Islã", onde os temas platônicos floresceram mais do que em outros lugares. Al Farabi, no final da século IX, já havia emprestado de Plotino, através da pseudo-Teologia de Aristóteles, a figura geral da produção dos seres, dessa lei da evolução que vai do "Um" ao Múltiplo, do Eterno ao Temporal e na mudança
Com Ibn Sina, conhecido como Avicena (980-1037), o princípio da emanação está inscrito em uma filosofia que se baseia em uma síntese da filosofia de Aristóteles e do neoplatonismo; ele distingue os seres em "ser necessário" e "ser contingente". Ele explica a existência do mundo, não de um ato de criação divina, mas de um fenômeno de emanação, uma teoria que vem diretamente de Plotino (205-270), da escola de Alexandria; já que Deus é perfeito, ele não precisa criar, tanto assim que o mundo e seu conteúdo existiriam pela "Emanação Divina". Avicenna vê a essência como não contingente. Para que uma essência seja atualizada em uma instância (uma existência), essa existência deve ser tornada necessária pela própria essência. Essa relação de causa e efeito, sempre porque a essência não é contingente, é inerente à própria essência. Assim, deve existir uma essência necessária "em si mesma" para que a existência seja possível: o Ser necessário, ou até Deus. Este Ser cria a Primeira Inteligência por emanação. Note que essa definição altera profundamente a concepção de criação: não é mais uma divindade criada pelo capricho, mas um pensamento divino que se pensa; a transição deste primeiro ser para o existente é uma necessidade e não mais uma vontade. O mundo então emana de Deus por uma superabundância de Sua Inteligência, de acordo com o que os neoplatonistas chamavam de emanação: uma causalidade imaterial.
Por Surauardi (1155-1191), um filósofo místico persa, as ideias platônicas serão retomadas e interpretadas em termos da angelologia zoroastriana. A hermenêutica de pensadores pertencentes à mesma escola os leva, em particular, a elaborarem um terceiro conceito, o mundo imaginário, ignorado pelos filósofos ocidentais, um mundo perfeitamente real composto pelas revelações dos profetas, visões dos místicos, eventos do Apocalipse. É neste mundo que Surauardi estava consciente de fundar, expondo a ontologia deste "terceiro mundo".
Em nome de sua fidelidade a Aristóteles, Averróis combaterá o emanatismo aviceniano, bem como a ideia de uma inteligência ativa como o Dator formarum. Diferentemente do averroísmo latino, a influência do avicenismo, escreve Henry Corbin, é perceptível no Ocidente apenas ao custo de sua alteração radical, além disso, no pensamento de Alberto, o Grande e nos precursores da mística renana.

### Origens judaicas
O termo aporrhoia aparece no Livro da Sabedoria 7:25, onde se afirma que a Sabedoria é "uma pura emanação da glória do Altíssimo". Fílon de Alexandria foi um dos primeiros judeus de influência helenística, que abordou conceitos platônicos do Um e Absoluto, e seu sistema tem muitas afinidades com o de Plotino.

#### Cabalá
O primeiro trabalho classificado, tradicionalmente, no corpus cabalístico é o Sefer Yetsirah (o Livro da Criação), um tratado de poucas páginas que é apresentado como um resumo das descobertas relacionadas à criação do mundo, escritas por Abraão de acordo com a tradição rabínica, ou por Aquiba, de acordo com outras fontes da mesma tradição. O livro é comentado no século X por Saadia Gaon e por Dunash ben Tamim. Mas nem a data, a proveniência histórica, nem o autor da obra são conhecidos com certeza. O Sefer Yetzirah ainda está ligado à Literatura dos Palácios por sua forma poética e visionária, mas se distingue por sua natureza essencialmente cosmológica e especulativa. Oferece, de maneira concisa e sugestiva, os principais conceitos nos quais a Cabalá medieval se baseia - em particular, os dez sefirot: os “dez números abismos” (esser sefirot belimah) comparáveis às dez extensões ou “medidas infinitas” de um princípio central, único e desconhecido; as dez dimensões do universo em que Deus se “estendeu”: o alto, o baixo, o sul, o norte, o leste, o oeste, o começo, o fim, o bem, o mal.

### Platonismo humanista do Renascimento
A concepção da emanação teve um papel fundamental no sistema teológico-filosófico de Marsílio Ficino (1433-1499). Esse platonismo concede, em particular, um lugar central para o homem na escala dos seres, o que retém a possibilidade de uma ascensão em direção ao "Um" através de um "movimento" ativo e voluntário da alma humana. Por outro lado, a ideia da transcendência de Deus destruiu a concepção mecanicista pagã do emanatismo como um processo pelo qual os seres nasceriam do escoamento do poder superabundante do criador. Com Pico della Mirandola e Ficino, Deus se torna uma causa livre que não é obrigada a criar seres por necessidade da natureza: Deus não está sujeito a nenhum destino. Marsílio Ficino busca "uma religião filosófica que os filósofos ouvirão com prazer e que talvez os persuadirá. Com algumas mudanças, os platonistas poderiam ser cristãos", escreve Émile Bréhier.

Foi Giordano Bruno quem antes de Spinoza introduziu uma identidade entre Deus e a natureza. De uma maneira que evoca hipóstases neoplatônicas, ele defende uma hierarquia de realidades (Deus, Inteligência, Alma e Matéria). 
Todas essas realidades são reduzidas a uma única, que é a Vida de uma só vez única e múltipla do Universo, Deus é a mônada das mônadas.
Outro defensor do emanacionismo foi Miguel Servet, que foi queimado na fogueira por sua cosmologia não-trinitária.  

### Idealismo alemão
A filosofia da natureza do idealismo alemão com Schelling e Hegel "herda as concepções emanantistas do Uno e do Múltiplo que o misticismo pagão e o neoplatonismo desenvolvem" Schelling traz de volta à terra o processo de "emanação", que lhe dizia respeito apenas a entidades metafísicas inteligíveis (Um, Intelecto, Alma), e seu pensamento está inteiramente resumido em seu sistema chamado Naturphilosophie. No topo da Natureza (que inclui todas as "coisas" existentes) está o primeiro princípio, ou Deus, cuja mobilidade ele tentará explicar. "Schelling concebe a criação como um devir que hoje ainda determina o seu ser, um devir que nada mais é do que o fundo de Deus, de modo que ele se retrai em si mesmo; o fundo sendo o desejo eterno em que Deus se percebe como aquilo que o desejo está buscando", escreve Martin Heidegger em seu comentário do tratado Sobre a essência da liberdade de expressão de 1809.